# Wa (Giappone)

Il carattere cinese per Wō o Wa, formato dal radicale "persona" 亻 e da un elemento fonetico wěi o wa 委

Il giapponese Wa (倭? "Giappone, giapponese", dal cinese Wō 倭), è il più antico nome del Giappone registrato. Gli scrivani cinesi, coreani e giapponesi scrissero regolarmente Wa o Yamato "Giappone" con il carattere cinese 倭 fino all'VIII secolo, quando i Giapponesi lo trovarono inappropriato, sostituendolo con 和 "armonia, pace, equilibrio".

## Riferimenti storici
I più remoti riferimenti testuali al Giappone si trovano nei testi classici cinesi. Nelle Ventiquattro Storie dinastiche ufficiali cinesi, il Giappone è menzionato tra i cosiddetti Dongyi 東夷 "Barbari orientali". Si noti che i testi seguenti sono ordinati cronologicamente per data di compilazione, il che non corrisponde sempre alla sequenza delle dinastie cinesi. Inoltre, nelle tradizionali unità di misura  cinesi, la distanza è registrata in lǐ 里, che variava a seconda delle dinastie, grosso modo equivalente a 300-400 metri. Tsunoda (1951:4) avverte che le grandi distanze in migliaia di lǐ "non sono, naturalmente, da prendere letteralmente".

### Shan Hai Jing
Un'antica, probabilmente la più antica, attestazione di Wō 倭 "Giappone" ricorre nello Shan Hai Jing 山海經 "Classico delle Montagne e dei Mari". La datazione testuale di questa raccolta di leggende geografiche e mitologiche è incerta, ma le stime variano dal 300 a.C. al 250 d.C. Il capitolo  Haineibei jing 海內北經 "Classico delle Regioni nei Mari del Nord" include Wō 倭 "Giappone" tra i luoghi stranieri sia reali (Gojoseon era un antico regno coreano) che leggendari (Montagna di Penglai). 
(12, tr. Nakagawa 2003:49)
Nakagawa nota che Zhuyan 鉅燕 si riferisce al regno di Yan (ca. 1000-222 a.C.), che aveva un "probabile rapporto tributario" con i "Wo (nani), il Giappone fu conosciuto per la prima volta con questo nome".

### Lunheng
Il Lunheng 論衡 "Discorsi ponderati sull'equilibrio" (ca. 70-80 d.C.) di Wang Chong è un compendio di saggi su temi che comprendono la filosofia, la religione e le scienze naturali.
Il capitolo Rŭzēng 儒増 "Esagerazioni dei Letterati" menziona i ''Wōrén 倭人 "popolo giapponese" e gli Yuèshāng 越裳 "un vecchio nome per i Champa" che presentano tributi durante la Dinastia Zhou. Nel contestare le leggende che gli antichi tripodi ding di bronzo degli Zhou avessero poteri magici per tenere lontani gli spiriti maligni, Wang dice:
(26, tr. Forke 1907:505)
Un altro capitolo del Lunheng, Huiguo 恢國 "Restaurare la nazione" (58), registra similmente che all'imperatore Cheng di Han (all'incirca 51-7 a.C.) venivano presentati tributi di fagiani vietnamiti ed erbe giapponesi.

### Han Shu
Lo Han Shu 漢書 "Libro degli Han" (ca. 82 d.C.) copre il periodo della prima Dinastia Han (206 a.C.-24 d.C.). Verso la fine della voce Yan nella sezione Dilizhi 地理志 "Trattato sulla geografia", esso registra che Wo comprendeva oltre 100 guó 國 "comunità, nazioni, paesi".
(28B, tr. Otake Takeo 小竹武夫, citato da Nakagawa 2003:50)
L'imperatore Wu di Han fondò questa comanderia coreana di Lelang nel 108 a.C.

### Wei Zhi
Il Wei Zhi 魏志 "Registri di Wei" (ca. 297 d.C.), che costituisce il primo dei San Guo Zhi 三國志 "Registri dei Tre Regni", copre la storia del regno di Cao Wei (220-265 d.C.). La sezione 東夷伝 "Incontri con i Barbari orientali" descrive i Wōrén 倭人 "Giapponesi" basandosi su rapporti dettagliati degli inviati cinesi in Giappone. Contiene le prime testimonianze di Yamataikoku, della regina sciamana Himiko, e di altri temi storici giapponesi.
(tr. Tsunoda 1951:8)
Questo contesto del Wei Zhi descrive il salpare dalla Corea per Wa e intorno all'arcipelago giapponese. Ad esempio,
(tr. Tsunoda 1951:0)
Tsunoda (1951:5) suggerisce che questo antico Núguó 奴國 (lett. "paese schiavo"), in giapponese Nakoku 奴国, era localizzato vicino all'odierna Hakata nel Kyūshū.
A circa 12.000 lǐ a sud di Wa si trova Gǒunúguó 狗奴國 (lett. "paese di cani schiavi"), in giapponese Kunakoku, che viene identificato con la tribù Kumaso che viveva intorno alle province di Higo ed Ōsumi nel Kyūshū meridionale. Oltre a questo,
(tr. Tsunoda 1951:13)
Un certo brano del Wei Zhi (tr. Tsunoda 1951:14) registra che nel 238 d.C. la Regina di Wa inviò funzionari con tributi all'imperatore di Wei Cáo Ruì, che ricambiò con munifici doni, compreso un sigillo d'oro con il titolo ufficiale "Regina di Wa amica di Wei". Un altro brano racconta i tatuaggi di Wa con il leggendario re Shao Kang della Dinastia Xia.
(tr. Tsunoda 1951:10)
"Grandi" traduce il cinese dàfū 大夫 (lett. "grand'uomo") "funzionario anziano; uomo di stato" (cf. il moderno dàifu 大夫 "medico; dottore"), che traduce erroneamente il giapponese imperiale taifu 大夫 "cortigiano di 5º grado; capo del dipartimento amministrativo; gran tutore" (il Nihongi records that the envoy Imoko was a taifu).

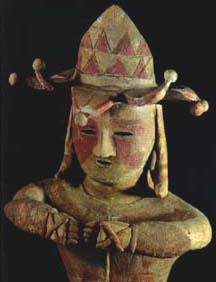
Una statua Haniwa tatuata, IV-VI secolo, Tomba di Kamiyasaku, Prefettura di Fukushima.

Una seconda storia di Wei, il Weilüe 魏略 "Breve resoconto della dinastia Wei" (ca. 239-265 d.C.), non è più esistente, ma alcune sezioni (incluse descrizioni dell'Impero Romano) sono citate nel commentario San Guo Zhi (429 d.C.) di Pei Songzhi 裴松之. Egli cita il Weilüe secondo il quale "il popolo Wō si definisce posterità di Tàibó" (倭人自謂太伯之後). Taibo era lo zio del re Wen di Zhou, che cedette il trono a suo nipote e fondò l'antico stato di Wu (585-473 a.C.). I Registri del Grande Storico hanno una sezione intitolata 吳太伯世家 "La nobile famiglia di Wu Taibo", ed il suo santuario è ubicato nell'odierna Wuxi. I ricercatori hanno notato somiglianze culturali tra l'antico stato di Wu ed il Giappone di Wō, che includono l'estrazione rituale dei denti, i portabambini sulla schiena e i tatuaggi (rappresentati dalla vernice rossa sulle statue Haniwa giapponesi).

### Hou Han Shu
Lo Hou Han Shu 後漢書 "Libro degli Han posteriori/orientali" (ca. 432 d.C.) copre il periodo della Dinastia Han orientale (25-220 d.C.), ma fu redatto solo due secoli più tardi. I Wōrén 倭人 "Giapponesi" sono inclusi sotto la sezione 東夷伝 "Incontri con i Barbari orientali".
(tr. Tsunoda 1951:1)
Il confronto tra le descrizioni d'apertura di Wa nel Wei Zhi e nello Hou Han Shu rivela chiaramente che quest'ultimo è derivato. I loro rispettivi resoconti dei popoli nani, nudi e dai denti neri forniscono un altro esempio di copiatura.
(tr. Tsunoda 1951:3)
Questo resoconto dello Hou Han Shu sul Giappone contiene alcuni dettagli storici che non si trovano nel Wei Zhi.
(tr. Tsunoda 1951:2)
Tsunoda (1951:5) nota a sostegno della localizzazione del paese di Nu/Na presso Hakata la scoperta del 1784 presso la Baia di Hakata di un sigillo d'oro recante l'iscrizione 漢委奴國王, solitamente tradotta "Re Han [vassallo] di Nu del paese di Wa."

Il Sigillo Imperiale dorato della Cina che si dice sia stato concesso a Nakoku dall'imperatore Guangwu di Han.

### Song Shu
Il Song Shu 宋書 "Libro dei Song" (488 d.C.) copre la breve storia della Dinastia Liu Song (420-479). Sotto la sezione "Barbari orientali e meridionali" 夷蠻 section, il Giappone è chiamato Wōguó 倭國, in giapponese Wakoku, e si dice che sia collocato al largo di Goguryeo. In contrasto con le storie anteriori che descrivono i Wa come un 人 "popolo", questa storia dei Song li descrive come un 國 "paese".
(99, tr. Tsunoda 1951:22)
Questo titolo "Re di Wa e Generale che mantiene la pace nell'est" 安東大將軍倭王 fu dato ai re successivi, e nel 451 l'Imperatore in aggiunta intitolò al re di Wa cinque paesi coreani come "Generale che mantiene la pace nell'est comandando con l'ascia da battaglia tutti gli affari militari nei sei paesi di Wa, Silla, Imna, Kala, Chin-han e Moku-han." Il Song Shu fornisce resoconti dettagliati delle relazioni con il Giappone, indicando che i re di Wa davano grande valore alla loro legittimazione politica da parte degli imperatori cinesi.

### Liang Shu
Il Liang Shu 梁書 "Libro dei Liang" (635 d.C.), che copre la storia della Dinastia Liang (502-557), registra il viaggio del monaco Hui Shen a Wa e nella leggendaria Fusang. Esso si riferisce al Giappone come Wō 倭 (senza i suffissi "popolo" o "paese") sotto la sezione Dongyi "Barbari orientali", e inizia con la leggenda di Taibo. 
Testi posteriori ripetono questo mito della discendenza giapponese da Taibo. Il Jin Shu 晉書 "Libro dei Jin" (648 d.C.) sulla Dinastia Jin (265-420 d.C.) usa un diverso verbo "chiamare", wèi 謂 "dire; chiamare; nominare" invece di yún 云 "dire; parlare; chiamare": "Essi si definiscono la posterità di Tàibó [自謂太伯之後]". La storia universale cinese Zizhi Tongjian 資治通鑑 (1084 d.C.) ipotizza: "Si dice anche che l'attuale Giappone sia posterità di Tàibó di Wu; forse quando Wu fu distrutto, [un membro di] un ramo collaterale della famiglia reale scomparve in mare e divenne Wo." [今日本又云吳太伯之後蓋吳亡其支庶入海為倭].

### Sui Shu
Il Sui Shu 隋書 "Libro dei Sui" (636 d.C.) registra la storia della dinastia Sui (581-618) quando fu riunificata la Cina. Wōguó/Wakoku è inserito sotto "Barbari orientali" e si dice che sia ubicato al largo di Baekje e Silla (vedi Hogong), due dei Tre Regni di Corea.
(tr. Tsunoda 1951:28)
Nel 607 d.C., il Sui Shu registra che "re Tarishihoko" (un errore per l'imperatrice Suiko) mandò un inviato, monaci buddisti e tributi all'imperatore Yang. Il suo messaggio ufficiale è citato usando la parola Tiānzǐ 天子 "Figlio del Cielo; Imperatore cinese".
(tr. Tsunoda 1951:32)
Nel 608, l'Imperatore spedì Pei Ching come inviato a Wa, e questi ritornò con una delegazione giapponese.
Anche il giapponese Nihongi (22, tr. Aston 1972 2:136-9) registra questi inviati imperiali del 607 e 608, ma con una differente prospettiva storica sino-giapponese. Esso registra altri dettagli, come il nome dell'inviato Imoko Wono no Omi e del traduttore Kuratsukuri no Fukuri, ma non l'offensiva traduzione cinese. Secondo il Nihongi, quando Imoko ritornò dalla Cina, si scusò con Suiko per aver perduto la lettera di Yang perché dei Coreani "mi hanno perquisito e me l'hanno presa". Quando l'Imperatrice ricevette Pei, egli presentò un proclama (tr. Aston 1972 2:137-8) che opponeva il cinese Huángdì 皇帝 "Imperatore" a Wǒwáng 倭王 "Re di Wa", "L'Imperatore [皇帝] saluta il Sovrano di Wa [倭王]." Secondo il Nihongi, Suiko diede a Pei una diversa versione della lettera imperiale, che opponeva il giapponese Tennō 天皇 "Imperatore giapponese" e Kōtei 皇帝 "Imperatore" (cinese tiānhuáng e huángdì) invece di usare "Figlio del Cielo".
(tr. Aston 1972 2:139)
Aston cita la storia dello Shoku Nihongi (797 d.C.) secondo cui questa missione giapponese in Cina del 607 obiettò inizialmente a scrivere Wa con il carattere cinese 倭.

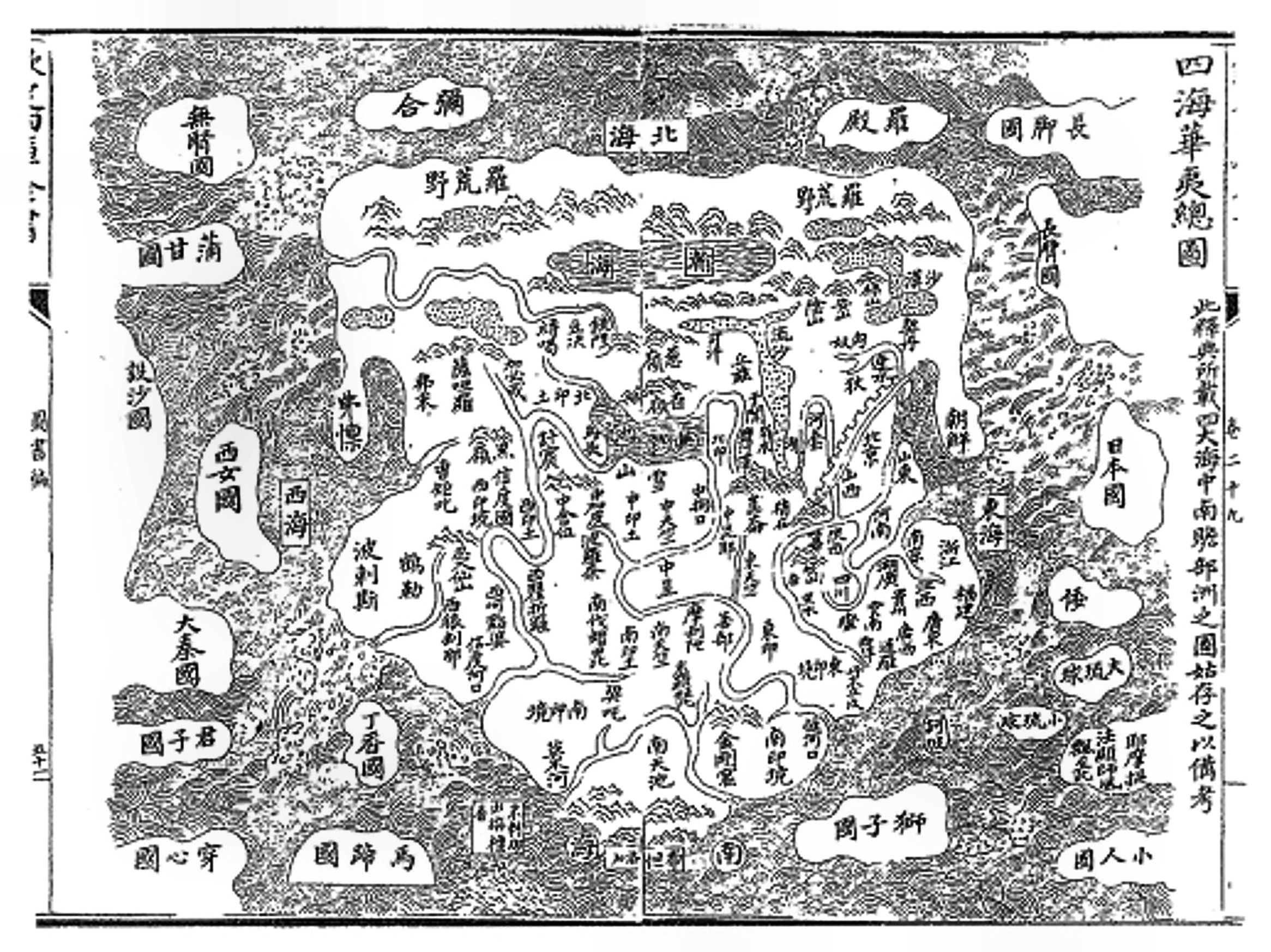
L'isola di Wa (probabilmente il moderno Kyūshū) è ritratto sotto l'isola del Giappone (日本國) e sopra l'isola maggiore delle Ryūkyū (大琉球) sul lato destro di questa cartina del mondo cinese del XVI secolo, il Sihai Huayi Zongtu.

(1972 2:137-8)

### Tang Shu
L'usanza di scrivere "Giappone" come Wa 倭 finì durante la Dinastia Tang (618-907 d.C.). Gli scrivani giapponesi coniarono il nome Nihon o Nippon 日本 nel 608-645 circa e sostituirono Wa 倭 con un più lusinghiero Wa 和 "armonia; pace" intorno al 756-757 d.C. (Carr 1992:6-7). Il cambiamento linguistico è registrato in due storie ufficiali dei Tang.
Il Tang Shu "Libro dei Tang" 唐書 (945 d.C.) (199A) ha il più antico riferimento cinese a Rìběn 日本. La sezione "Barbari orientali" elenca sia Wakoku 倭国 che Nipponkoku 日本国, fornendo tre spiegazioni: Nippon è un nome alternativo per Wa, oppure ai Giapponesi non piaceva Wakoku perché era "poco elegante; volgare" 不雅, o ancora Nippon era un tempo una piccola parte dell'antico Wakoku.
Lo  Xin Tang Shu 新唐書 "Nuovo libro dei Tang" (1050 d.C.), che ha un'intestazione Riben 日本 per Giappone sotto i "Barbari orientali", fornisce più dettagli.
(145, tr. Tsunoda 1951:38)
A proposito del cambiamento negli scritti degli autori, lo Xin Tang Shu dice:
(145, tr. Tsunoda 1951:40)
Le successive storie cinesi si riferiscono al Giappone come Rìběn 日本 e menzionano Wō 倭 solo come un nome antico.

## La parolaWa
L'endonimo giapponese Wa 倭 "Giappone" deriva dall'esonimo cinese Wō 倭 "Giappone, giapponese", un carattere cinese che aveva una qualche connotazione offensiva, probabilmente "remissivo, docile, obbediente", "che si inchina; che è piegato", o "persona bassa; nano".

### Caratteri 倭 e 和
Il carattere cinese 倭 combina il radicale 人 o 亻 "umano, persona" ed un fonema wěi 委 "piegato". Questo elemento fonetico wěi rappresenta hé 禾 "grano" sopra nǚ 女 "donna", che Bernhard Karlgren (1923:368) analizza semanticamente come: "piegarsi, piegato, tortuoso, contorto; cadere, gettare giù, gettare via, mandare via, rifiutare; mandare, delegare – piegare come una donna 女 che lavora con il 禾 grano." Le più antiche forme scritte di 倭 si trovano nella scrittura dei sigilli, mentre non sono state identificate nella scrittura dei bronzi o in quella degli ossi oracolari.
La maggior parte dei caratteri scritti con questo fonema wěi 委 sono pronunciati wei in mandarino standard:
- wèi 魏 (radicale "Cao Wei") "Cao Wei (una delle dinastie della Cina)"
- wēi 逶 (radicale "movimento") "serpentino; serpeggiante, che si curva" [in wēiyí 逶迤 "(strada, fiume) serpeggiante"]
- wěi 萎 (radicale "pianta") "avvizzire; appassire" *wěi 痿 (radicale "malattia") "atrofia; paralisi; impotenza"
- wěi 諉 (radicale "discorso") "sottrarsi; scaricare la colpa (su altri)"
- wèi 餧 (radicale "cibo") "nutrire (animali)". L'insolita pronuncia Wō 倭 "Giappone" di questo elemento fonetico wěi 委 si confronta con:
- wō 踒 (radicale "piede") "slogarsi; distorcersi (tendine o muscolo)"
- wǒ 婑 (radicale "donna") "bella" [in wǒtuǒ 婑媠 "bella; graziosa"].

Una terza pronuncia si trova nella lettura del seguente carattere:
- ǎi 矮 (radicale "freccia") "nano, corto; basso; inferiore".

Gli studiosi giapponesi del periodo Nara credevano che il carattere cinese per Wō 倭 "Giappone", che essi usavano per scrivere "Wa" o "Yamato", fosse graficamente peggiorativo in quanto rappresentava 亻 "popolo" 委 "piegato". Intorno al 757 d.C., il Giappone cambiò ufficialmente il suo endonimo da Wa 倭 a Wa 和 "armonia; pace; somma; totale". Questo carattere cinese di sostituzione hé 和 combina un fonema hé 禾 "grano" (visto anche in 倭) ed il radicale "bocca" 口. Carr spiega:
(1992:6)
Nell'uso corrente giapponese, Wa 倭 "antico nome per il Giappone" è un carattere cinese alternativo per Wa 和 "Giappone", ad eccezione di pochi termini storici come i Cinque re di Wa, Wakō (cinese Wōkòu 倭寇 "pirati giapponesi") e dizionario Wamyō ruijushō. In netto contrasto, Wa 和 è un aggettivo comune nei composti come Washoku 和食 "cucina giapponese", Wafuku 和服 "abiti giapponesi", Washitsu 和室 "stanza in stile giapponese", Waka 和歌 "poesia in stile giapponese", e Washi 和紙 "carta tradizionale giapponese".

### Pronunce
In cinese, il carattere 倭 può essere pronunciato wēi "serpeggiante", wǒ "un'antica pettinatura", o Wō "Giappone". Le prime due pronunce sono ristrette alle parole bisillabe del cinese classico. Wēi 倭 ricorre in wēichí 倭遲 "serpeggiante; sinuoso; tortuoso; ondeggiante", che ha numerose varianti incluse wēiyí 逶迤 e 委蛇. Il più antico uso registrato di 倭 è la descrizione nello Shijing (162) di un wēichí 倭遲 strada "serpeggiante; serpentina; tortuosa"; confronta (18) che usa wēituó 委佗 "condiscendente; che si piega, flessibile; grazioso". Wǒ 倭 ricorre in wǒduòjì  倭墮髻 "una pettinatura femminile con una crocchia, popolare durante la Dinastia Han". La terza pronuncia Wō 倭 "Giappone; giapponese" è più produttiva delle prime due, com'è evidente nei nomi cinesi per cose "giapponesi" (ad es., Wōkòu 倭寇 "pirati giapponesi" di cui sopra) o animali "nani; pigmei" .
- wōqī 倭漆 "lacca giapponese"
- wōdāo 倭刀 "spada giapponese"
- wōguā 倭瓜 (lett. "melone giapponese") "zucca; popone"
- wōhémǎ 倭河馬 "ippopotamo pigmeo"
- wōzhū 倭豬 "cinghiale nano" *wōhúhóu 倭狐猴 "lemure nano"

Le pronunce ricostruite di wō 倭 nel cinese medio (ca. VI-X secolo d.C.) includono ˀuâ (Bernhard Karlgren), ˀua (Zhou Fagao), e ˀwa (Edwin G. Pulleyblank). Le ricostruzioni nel cinese antico (ca. VI-III secolo a.C.) includono *ˀwâ (Karlgren), *ˀwər (Dong Tonghe) e *ˀwər (Zhou).
In giapponese, il carattere cinese 倭 ha le pronunce sinitiche on'yomi di wa o ka dal cinese wō "Giappone" e wǒ "un'antica pettinatura", oppure wi o i da wēi "serpeggiante; obbediente", and le pronunce native kun'yomi di yamato "Giappone" o shitagau "obedire, obbediente". Il cinese wō 倭 "un antico nome per il Japan" è un prestito linguistico in altre lingue del mondo cinese incluso il coreano 왜 wae o wa, Lingua cantonese wai1 o wo1, e taiwanese e2.

### Etimologia
Sebbene le origini etimologiche di Wa rimangano incerte, i testi storici cinesi registravano un antico popolo che risiedeva nell'arcipelago giapponese (forse Kyūshū), che aveva un nome simile a *ˀWâ o *ˀWər 倭. Carr (1992:9-10) rileva che le proposte prevalenti per l'etimologia di Wa variano da possibili (che trascrivono i pronomi di prima persona giapponesi waga 我が "mio; nostro" e ware 我 "io; noi; sé stesso") a vergognose (che scrivono il giapponese Wa come 倭 che implica "barbari nani"), e riassume le interpretazioni di *ˀWâ "giapponese" come variazioni di due etimologie: "dal comportamento 'sottomesso' o fisicamente 'basso'."
La prima spiegazione "sottomesso; obbediente" cominciò con il dizionario Shuowen Jiezi (121 d.C.). Esso definisce 倭 come shùnmào 順皃 "apparenza obbediente/sottomessa/docile", spiega graficamente il radicale "persona; umano' con un fonema wěi 委 "piegato", e cita il suddetto poema Shi Jing. "Presumibilmente, quando i Cinesi incontrarono per la prima volta i Giapponesi," Carr (1992:9) suggerisce che "trascrissero Wa come *ˀWâ 'piegato all'indietro' che significa 'condiscendente', che si inchina in segno di obbedienza. L'inchinarsi è richiamato nei primi riferimenti storici al Giappone." Gli esempi includono "Il rispetto viene mostrato accosciandosi" (Hou Han Shu, tr. Tsunoda 1951:2), ed "essi o si accosciano o si inginocchiano, con entrambe le mani in terra. Questo è il modo in cui mostrano il rispetto". (Wei Zhi, tr. Tsunoda 1951:13). Koji Nakayama (vedi il collegamento sottostante) interpreta wēi 逶 "serpeggiante" come "molto distante" e traduce eufemisticamente traduce Wō 倭 come "separato dal continente".
La seconda etimologia di wō 倭 che significa "nano; persona bassa" ha possibili affini in ǎi 矮 "persona bassa; minuscolo, nano; basso", wō 踒 "stiramento; distorsione; gambe piegate", e wò 臥 "giacere disteso; accucciarsi; posarsi (animali e uccelli)". Le prime storie dinastiche cinesi fanno riferimento ad uno Zhūrúguó 侏儒國 "paese di pigmei/nani" collocato a sud del Giappone, associato probabilmente all'Isola di Okinawa o alle Isole Ryukyu. Carr cita la precedenza storica della costruzione di Wa come "popolo sottomesso" e la leggenda del "Paese dei nani" come prova che l'etimologia del "piccolo popolo" fosse uno sviluppo secondario.

### Lessicografia
Un articolo di Michael Carr (1992:1) "confronta come i lessicografi orientali e occidentali hanno trattato il fatto che il primo nome scritto del Giappone fosse un insulto cinese Wō < *ˀWâ 倭 'popolo basso/sottomesso'." Esso valuta 92 definizioni di dizionario della parola cinese Wō 倭, per illustrare i problemi lessicografici nel definire parole offensive dal punto di vista razziale. Questo corpus di dizionari cinesi monolingue o bilingue comprende 29 dizionari cinese-cinese, 17 cinese-inglese, 13 dal cinese ad altre lingue occidentali e 33 cinese-giapponese. Per analizzare come i dizionari cinesi affrontano le origini sminuenti di Wō, Carr divide le definizioni in quattro tipi, abbreviati con le lettere da Alfa a Delta dell'alfabeto greco.
- Α = "nano; giapponese"
- Β = "obbediente; giapponese"
- Γ = "spregiativo giapponese"
- Δ = "giapponese"

Ad esempio, il tipo Alfa (A) comprende sia definizioni palesi come "La terra dei nani; Giappone" (Liushi Han-Ying cidian 劉氏漢英辭典 [Dizionario cinese-inglese di Liu], 1978) che definizioni semantiche più sofisticate come "(1) Un nano. (2) Anticamente, usato per riferirsi al Giappone" (Lin Yutang's Chinese-English Dictionary of Modern Usage [Dizionario cinese-inglese dell'uso moderno di Lin Yutang], 1972). Beta (B) "condiscendente; giapponese" è illustrato da "demütig [umile; sottomesso; docile], gehorchen [obbedire; rispondere]" (Praktisches zeichenlexikon chinesisch-deutsch-japanisch [Dizionario pratico dei caratteri cinese-tedesco-giapponese], 1983). Le definizioni del tipo Gamma (Γ) quali "in senso spregiativo giapponese" (ad es., A Beginner's Chinese-English Dictionary of the National Language (Gwoyeu) [Dizionario cinese-inglese della lingua nazionale per principianti (Gwoyeu), 1964) includono etichette d'uso come "spregiativo", "dispregiativo", "offensivo" o "sprezzante". Alcune notazioni Γ sono ristrette a sottovoci come "Wōnú 倭奴 (nell'uso moderno, spregiativamente) i Giapponesi" (Zuixin shiyong Han-Ying cidian 最新實用和英辭典 [Nuovo dizionario pratico cinese-inglese], 1971). Il Delta (Δ) "giapponese" è il tipo di glossa meno informativo; ad esempio, "un antico nome per il Giappone" (Xin Han-Ying cidian 新漢英詞典 [Nuovo dizionario cinese-inglese], 1979).
Carr valuta queste quattro tipologie per definire il peggioramento grafico del cinese 倭 "popolo piegato".
(1992:12.)
The tabella sottostante (Carr 1992:31, "Table 8. Overall Comparison of Definitions" [Tabella 8. Comparazione globale delle definizioni]) riassume come i dizionari cinesi definiscono Wō 倭.
| Tipo di definizione        | cinese-cinese | cinese-inglese | cinese-altre | cinese-giapponese |
| Α "nano; giapponese"       | 3 (10%)       | 10 (59%)       | 5 (38%)      | 4 (12%)           |
| Β "obbediente; giapponese" | 0             | 0              | 1 (8%)       | 4 (12%)           |
| Γ "spregiativo giapponese" | 0             | 1 (6%)         | 3 (23%)      | 11 (33%)          |
| Δ "giapponese"             | 26 (90%)      | 6 (35%)        | 4 (31%)      | 14 (42%)          |
| Totale dizionari           | 29            | 17             | 13           | 33                |

Metà dei dizionari delle lingue occidentali notano che il cinese Wō 倭 "giapponese" significa "persona piccola; nano", mentre la maggior parte delle definizioni dei dizionari cinese-cinese trascurano l'affronto grafico con definizioni del tipo Δ "antico nome per il Giappone". Questa definizione A "nano", esplicitamente razzista, si trova più spesso nei dizionari di lingua occidentali che in quelli orientali. Il tipo B "servile; condiscendente", storicamente più accurato ed etnicamente meno insultante, è limitato ai dizionari cinese-giapponese e cinese-tedesco. La notazione di tipo Γ  "spregiativo" ricorre più spesso tra i dizionari di lingua giapponesi ed europei. Le meno edificanti definizioni di tipo Δ "(vecchio nome per) Giappone" si trovano due volte più spesso nei dizionari cinese-cinese che in quelli cinese-giapponese, e tre volte di più in quelli occidentali.
Anche l'odierno standard universale per i caratteri Unicode riflette gli inerenti problemi lessicografci di questo antico oltraggio del cinese Wō 倭 "Giappone". Il segmento Unihan (caratteri CJK unificati) dell'Unicode trae le definizioni in gran parte da due progetti di dizionari in linea, il cinese CEDICT ed il giapponese EDICT. Il primo elenca i termini cinesi wo1 倭 "giapponese; nano", wokou4 倭寇 "(nell'uso antico) i pirati nani; i Giapponesi", e wonu2 倭奴 "(usato nei tempi antichi) i Giapponesi; (nell'uso moderno, in senso spregiativo) i Giapponesi". Il secondo elenca i termini giapponesi yamato 倭 "antico Giappone", wajin 倭人 "(un'antica parola per) un giapponese", e wakou 倭寇 "pirati giapponesi".